# Hafven

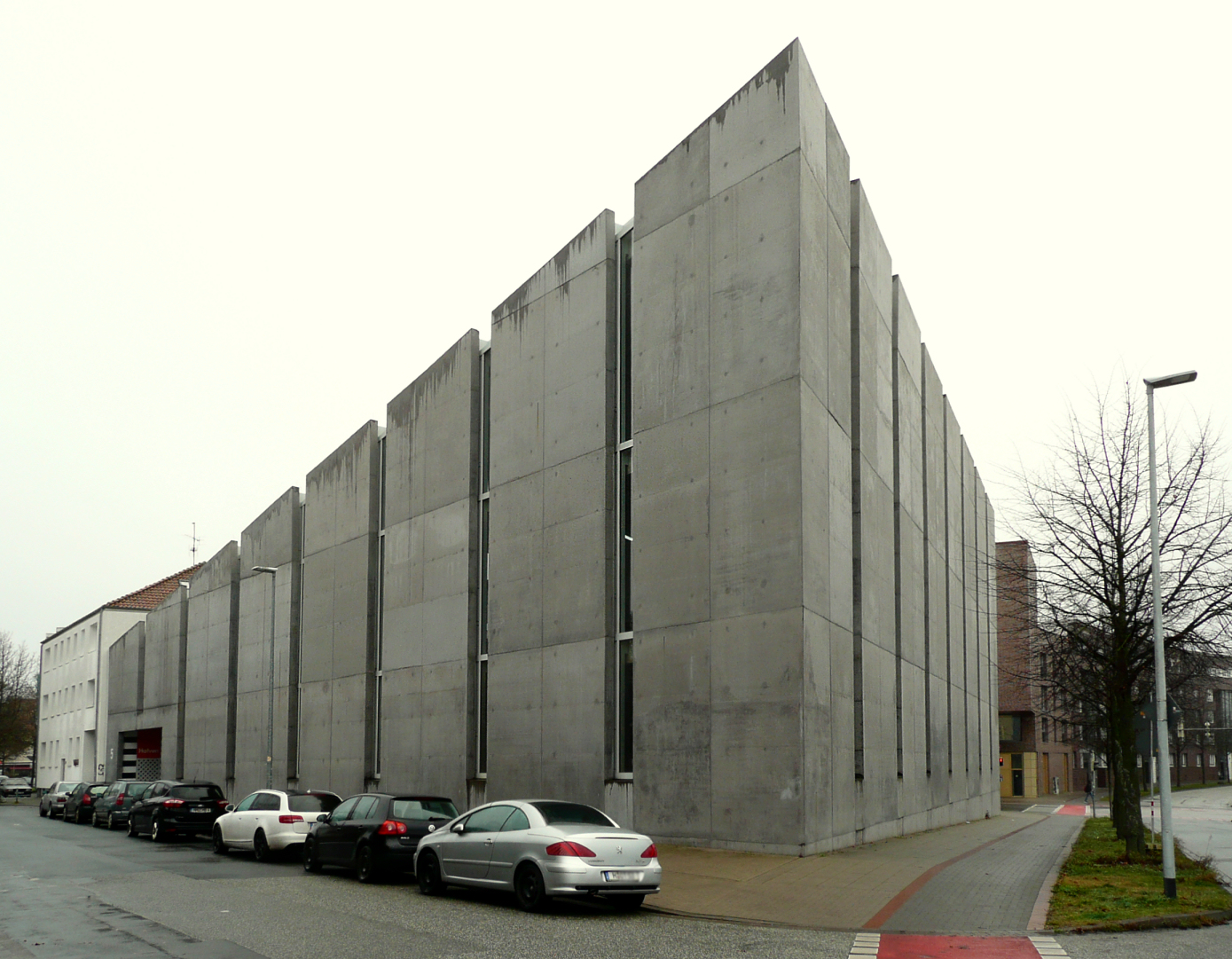
Gebäudeecke Kopernikusstraße/Sandstraße

Der Industriebau Hafven in Hannover wurde 2017 nach Plänen des Berliner Architekturbüros Mensing Timofticiuc errichtet.

## Lage
Der Bau befindet sich an der Straßenkreuzung Kopernikusstraße/Weidendamm im Stadtteil Nordstadt gegenüber dem Bunker am Weidendamm.

## Geschichte
Die Bauherren Plimo GmbH & CO. KG und Hafven beauftragten im Jahr 2013 die Berliner Architekten Anca Timofticiuc und Marius Mensing mit der Realisierung von Räumen für ein Gründerzentrum für Start-up-Unternehmen. Die Bauzeit war von 2014 bis 2017.

## Architektur

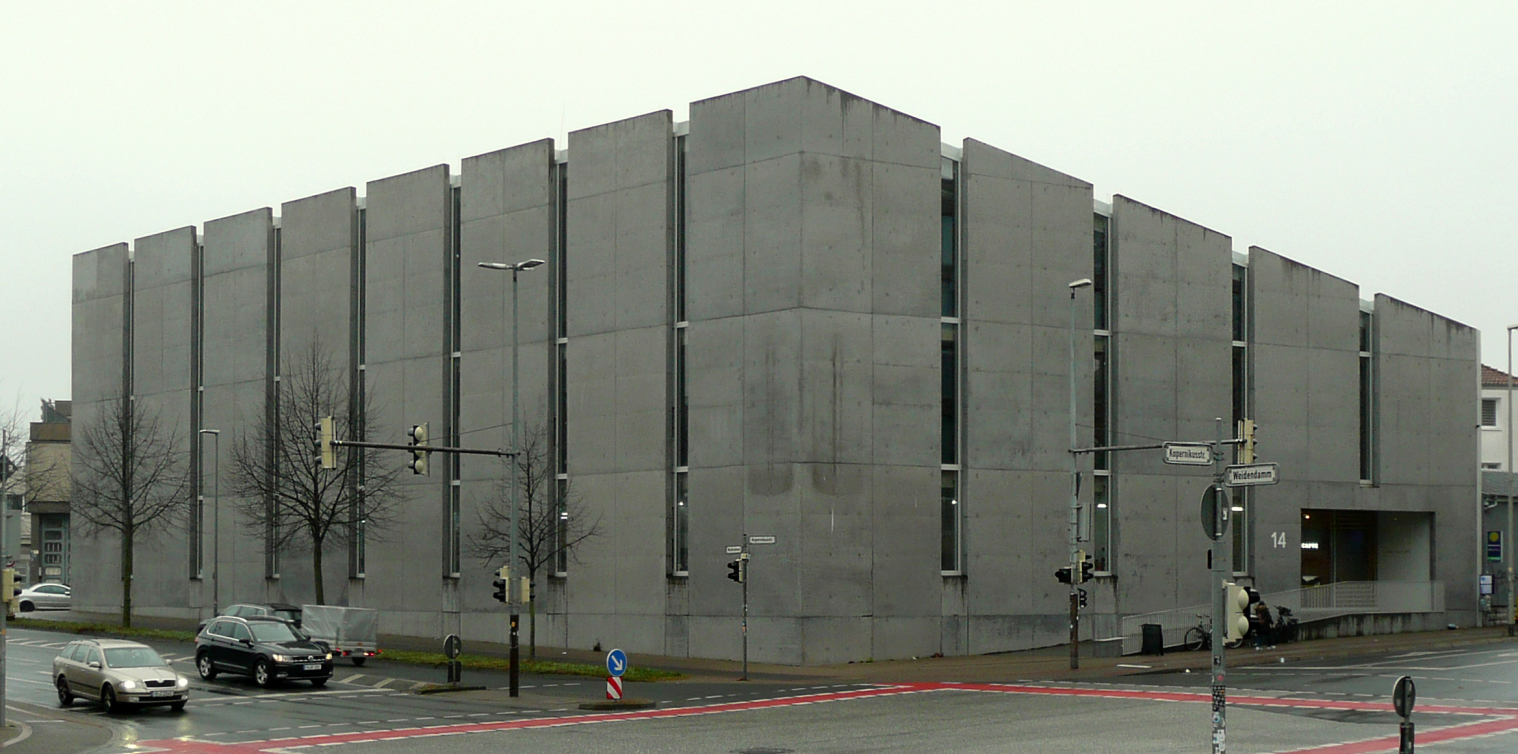
Ansicht an der Straßenkreuzung Kopernikusstraße/Weidendamm

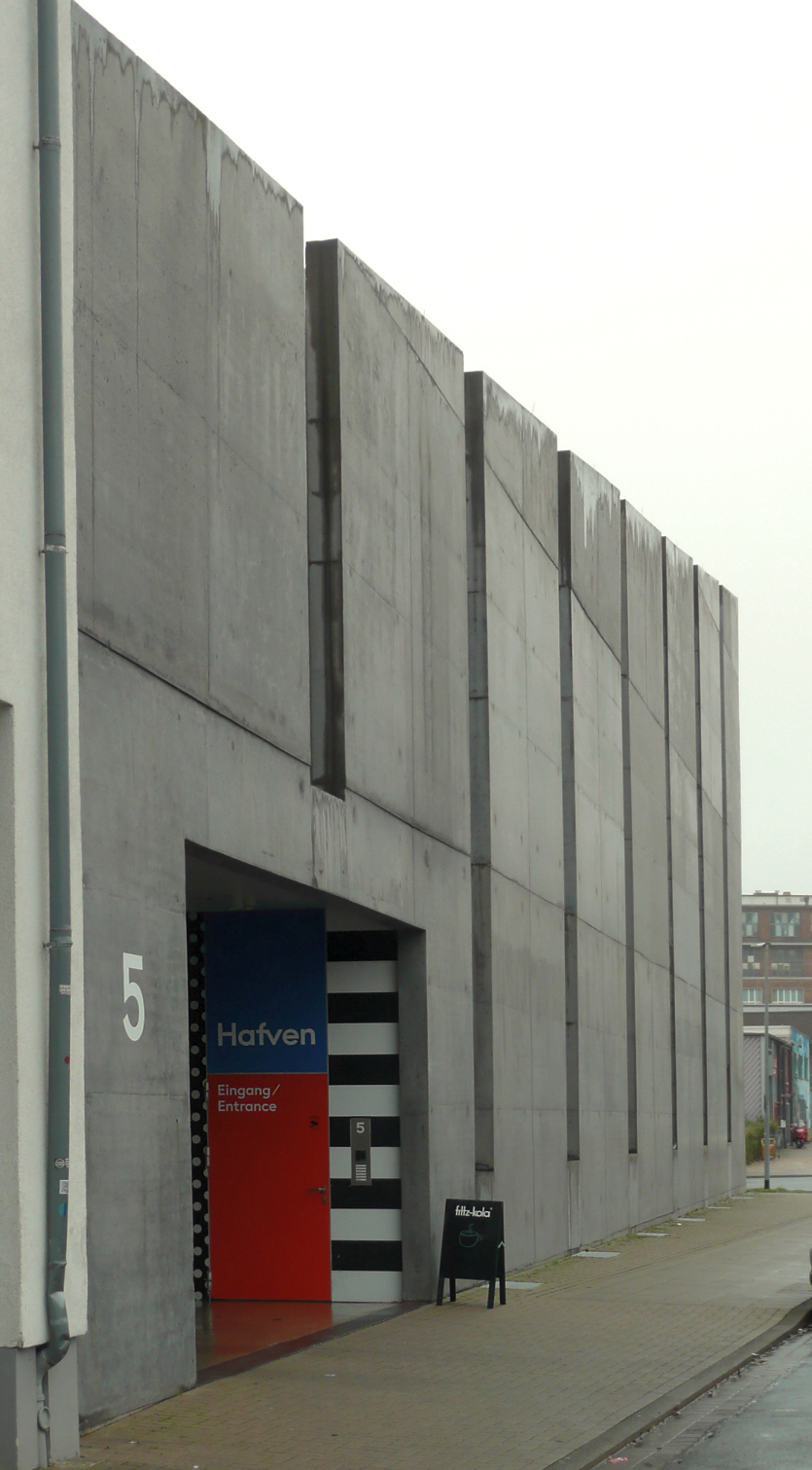
Eingang in der Sandstraße

Aus dem Boden erhebt sich eine fast geschlossene Außenwand mit langen und schmalen Einschnitten und passt sich so den unbeständigen Höhenverhältnissen seiner Umgebung an. Der Baukörper steht als eine nicht zuordenbare Erscheinung autistisch und zugleich attraktiv im urbanen Raum. Es handele sich Beschreibungen zufolge um einen Bauorganismus, der sich von außen nach innen in entgegengesetzte Richtungen verändert und doch eins ist. Die Räume sind flexibel für die Nutzung als Coworking und Makerspace konzipiert. Die Arbeitsbereiche öffnen sich mit Fenstern zum Innenhof. Der Stahlbeton, der anthrazit eingefärbt ist, wurde mit großformatigen Rahmenschalungen geschalt. Als Dämmstoff wurde Schaumglas verwendet. Der Bau, der wie eine massiv wirkende Festung erscheint, wurde von der international tätigen Architekturfotografin Hélène Binet fotografisch dokumentiert.

## Objektbeteiligte
- Architekt: Mensing Timofticiuc, Berlin[7]
- Tragwerksplaner: Pichler Ingenieure, Berlin[8]
- Bauherr: Plimo GmbH & CO. KG, Hannover und Hafven, Hannover

## Auszeichnungen und Preise
- 2017: Anerkennung – Deutscher Architekturpreis[9]
- 2018: Shortlist – DAM Preis[10]
- 2018: Niedersächsischer Staatspreis für Architektur[11]
- 2018: Besondere Anerkennung – Industriebau-Preis für nachhaltiges Bauen im Industrie- und Gewerbebau[12]